# Abdallahi Mahmoud
Abdallahi Mahmoud (Dar-Naim, 4 maggio 2000) è un calciatore mauritano, difensore del Nouadhibou e della nazionale mauritana.

## Carriera

### Club
Ha giocato nella prima divisione mauritana, in quella spagnola ed in quella croata.

### Nazionale
Il 9 settembre 2018 ha esordito con la nazionale mauritana disputando il match di qualificazione per la Coppa d'Africa 2019 vinto 2-0 contro il Burkina Faso. Ha partecipato alla Coppa d'Africa del 2021 ed a quella del 2023.

## Statistiche

### Cronologia presenze e reti in nazionale
| Cronologia completa delle presenze e delle reti in nazionale ― Mauritania | Cronologia completa delle presenze e delle reti in nazionale ― Mauritania | Cronologia completa delle presenze e delle reti in nazionale ― Mauritania | Cronologia completa delle presenze e delle reti in nazionale ― Mauritania | Cronologia completa delle presenze e delle reti in nazionale ― Mauritania | Cronologia completa delle presenze e delle reti in nazionale ― Mauritania | Cronologia completa delle presenze e delle reti in nazionale ― Mauritania | Cronologia completa delle presenze e delle reti in nazionale ― Mauritania |
| Data                                                                      | Città                                                                     | In casa                                                                   | Risultato                                                                 | Ospiti                                                                    | Competizione                                                              | Reti                                                                      | Note                                                                      |
| ------------------------------------------------------------------------- | ------------------------------------------------------------------------- | ------------------------------------------------------------------------- | ------------------------------------------------------------------------- | ------------------------------------------------------------------------- | ------------------------------------------------------------------------- | ------------------------------------------------------------------------- | ------------------------------------------------------------------------- |
| 8-9-2018                                                                  | Nouakchott                                                                | Mauritania                                                                | 2 – 0                                                                     | Burkina Faso                                                              | Qual. Coppa d'Africa 2019                                                 | -                                                                         | 94’                                                                       |
| 6-9-2019                                                                  | Tunisi                                                                    | Tunisia                                                                   | 1 – 0                                                                     | Mauritania                                                                | Amichevole                                                                | -                                                                         | 72’                                                                       |
| 15-10-2019                                                                | Nouakchott                                                                | Mauritania                                                                | 0 – 0                                                                     | Libia                                                                     | Amichevole                                                                | -                                                                         | 59’                                                                       |
| 9-10-2020                                                                 | Nouakchott                                                                | Mauritania                                                                | 2 – 1                                                                     | Sierra Leone                                                              | Amichevole                                                                | -                                                                         | 45’                                                                       |
| 11-11-2020                                                                | Nouakchott                                                                | Mauritania                                                                | 1 – 1                                                                     | Burundi                                                                   | Qual. Coppa d'Africa 2021                                                 | -                                                                         | 75’                                                                       |
| 15-11-2020                                                                | Bujumbura                                                                 | Burundi                                                                   | 3 – 1                                                                     | Mauritania                                                                | Qual. Coppa d'Africa 2021                                                 | -                                                                         |                                                                           |
| 26-3-2021                                                                 | Nouakchott                                                                | Mauritania                                                                | 0 – 0                                                                     | Marocco                                                                   | Qual. Coppa d'Africa 2021                                                 | -                                                                         | 90’                                                                       |
| 30-3-2021                                                                 | Bangui                                                                    | Rep. Centrafricana                                                        | 0 – 1                                                                     | Mauritania                                                                | Qual. Coppa d'Africa 2021                                                 | -                                                                         | 63’                                                                       |
| 22-6-2021                                                                 | Doha                                                                      | Mauritania                                                                | 2 – 0                                                                     | Yemen                                                                     | Qual. Coppa araba FIFA 2021                                               | -                                                                         |                                                                           |
| 3-9-2021                                                                  | Nouakchott                                                                | Mauritania                                                                | 1 – 2                                                                     | Zambia                                                                    | Qual. Mondiali 2022                                                       | -                                                                         | 67’                                                                       |
| 7-9-2021                                                                  | Bata                                                                      | Guinea Equatoriale                                                        | 1 – 0                                                                     | Mauritania                                                                | Qual. Mondiali 2022                                                       | -                                                                         | 75’                                                                       |
| 7-10-2021                                                                 | Tunisi                                                                    | Tunisia                                                                   | 3 – 0                                                                     | Mauritania                                                                | Qual. Mondiali 2022                                                       | -                                                                         | 87’                                                                       |
| 10-10-2021                                                                | Nouakchott                                                                | Mauritania                                                                | 0 – 0                                                                     | Tunisia                                                                   | Qual. Mondiali 2022                                                       | -                                                                         | 90’                                                                       |
| 16-11-2021                                                                | Nouakchott                                                                | Mauritania                                                                | 1 – 1                                                                     | Guinea Equatoriale                                                        | Qual. Mondiali 2022                                                       | -                                                                         | 20’ 66’                                                                   |
| 30-12-2021                                                                | Abu Dhabi                                                                 | Mauritania                                                                | 0 – 0                                                                     | Burkina Faso                                                              | Amichevole                                                                | -                                                                         |                                                                           |
| 4-1-2022                                                                  | Abu Dhabi                                                                 | Mauritania                                                                | 1 – 1                                                                     | Gabon                                                                     | Amichevole                                                                | -                                                                         |                                                                           |
| 12-1-2022                                                                 | Limbe                                                                     | Mauritania                                                                | 0 – 1                                                                     | Gambia                                                                    | Coppa d'Africa 2021 - 1º turno                                            | -                                                                         | 59’                                                                       |
| 26-3-2022                                                                 | Nouakchott                                                                | Mauritania                                                                | 2 – 1                                                                     | Mozambico                                                                 | Amichevole                                                                | -                                                                         | 85’                                                                       |
| 29-3-2022                                                                 | Nouakchott                                                                | Mauritania                                                                | 2 – 0                                                                     | Libia                                                                     | Amichevole                                                                | -                                                                         | 77’                                                                       |
| 4-6-2022                                                                  | Nouakchott                                                                | Mauritania                                                                | 3 – 0                                                                     | Sudan                                                                     | Qual. Coppa d'Africa 2023                                                 | 1                                                                         | 76’                                                                       |
| 8-6-2022                                                                  | Franceville                                                               | Gabon                                                                     | 0 – 0                                                                     | Mauritania                                                                | Qual. Coppa d'Africa 2023                                                 | -                                                                         | 74’                                                                       |
| 24-9-2022                                                                 | Nouakchott                                                                | Mauritania                                                                | 1 – 0                                                                     | Benin                                                                     | Amichevole                                                                | -                                                                         | 70’                                                                       |
| 27-9-2022                                                                 | Mohammedia                                                                | Rep. del Congo                                                            | 0 – 2                                                                     | Mauritania                                                                | Amichevole                                                                | -                                                                         | 67’ 85’                                                                   |
| 24-3-2023                                                                 | Lubumbashi                                                                | RD del Congo                                                              | 3 – 1                                                                     | Mauritania                                                                | Qual. Coppa d'Africa 2023                                                 | -                                                                         | 45’                                                                       |
| 28-3-2023                                                                 | Nouakchott                                                                | Mauritania                                                                | 1 – 1                                                                     | RD del Congo                                                              | Qual. Coppa d'Africa 2023                                                 | -                                                                         | 90’                                                                       |
| 20-6-2023                                                                 | Agadir                                                                    | Sudan                                                                     | 0 – 3                                                                     | Mauritania                                                                | Qual. Coppa d'Africa 2023                                                 | -                                                                         | 73’                                                                       |
| 9-9-2023                                                                  | Nouakchott                                                                | Mauritania                                                                | 2 – 1                                                                     | Gabon                                                                     | Qual. Coppa d'Africa 2023                                                 | -                                                                         | 71’                                                                       |
| 15-11-2023                                                                | Kinshasa                                                                  | RD del Congo                                                              | 2 – 0                                                                     | Mauritania                                                                | Qual. Mondiali 2026                                                       | -                                                                         | 72’                                                                       |
| 21-11-2023                                                                | Diamniadio                                                                | Sudan del Sud                                                             | 0 – 0                                                                     | Mauritania                                                                | Qual. Mondiali 2026                                                       | -                                                                         |                                                                           |
| 6-1-2024                                                                  | Radès                                                                     | Tunisia                                                                   | 0 – 0                                                                     | Mauritania                                                                | Amichevole                                                                | -                                                                         | 45’                                                                       |
| 22-3-2024                                                                 | Marrakech                                                                 | Mali                                                                      | 2 – 0                                                                     | Mauritania                                                                | Amichevole                                                                | -                                                                         |                                                                           |
| 26-3-2024                                                                 | Agadir                                                                    | Marocco                                                                   | 0 – 0                                                                     | Mauritania                                                                | Amichevole                                                                | -                                                                         | 74’                                                                       |
| 6-6-2024                                                                  | Nouakchott                                                                | Mauritania                                                                | 0 – 2                                                                     | Sudan                                                                     | Qual. Mondiali 2026                                                       | -                                                                         | 46’                                                                       |
| 9-6-2024                                                                  | Nouakchott                                                                | Mauritania                                                                | 0 – 1                                                                     | Senegal                                                                   | Qual. Mondiali 2026                                                       | -                                                                         | 62’                                                                       |
| 7-9-2024                                                                  | Nouakchott                                                                | Mauritania                                                                | 1 – 0                                                                     | Botswana                                                                  | Qual. Coppa d'Africa 2025                                                 | -                                                                         | 59’                                                                       |
| 10-9-2024                                                                 | Praia                                                                     | Capo Verde                                                                | 2 – 0                                                                     | Mauritania                                                                | Qual. Coppa d'Africa 2025                                                 | -                                                                         | 75’                                                                       |
| 15-11-2024                                                                | Francistown                                                               | Botswana                                                                  | 1 – 1                                                                     | Mauritania                                                                | Qual. Coppa d'Africa 2025                                                 | -                                                                         | 68’                                                                       |
| 22-3-2025                                                                 | Lomé                                                                      | Togo                                                                      | 2 – 2                                                                     | Mauritania                                                                | Qual. Mondiali 2026                                                       | 1                                                                         | 77’                                                                       |
| 25-3-2025                                                                 | Nouakchott                                                                | Mauritania                                                                | 0 – 2                                                                     | RD del Congo                                                              | Qual. Mondiali 2026                                                       | -                                                                         | 86’                                                                       |
| Totale                                                                    |                                                                           | Presenze                                                                  | 39                                                                        |                                                                           | Reti                                                                      | 2                                                                         |                                                                           |

## Palmarès

### Club

#### Competizioni nazionali
- Campionato mauritano: 1

Nouadhibou: 2017-2018